# The Deceivers
The Deceivers  (cu sensul de Înșelătorii) este un roman științifico-fantastic al scriitorului american Alfred Bester. A apărut în octombrie 1981 la editura Wallaby / Simon & Schuster.

## Prezentare
Rogue Winter trebuie s-o găsească pe iubita sa, Demi Jeroux, care a fost răpită de demonicul răufăcător Manchu Ducele Morții. Rogue trebuie s-o caute prin întregul sistem solar, de la Paradisul Plăcerilor Carnale până în camerele însângerate de tortură de pe Triton. În aceste camere subterane de pe Triton se află cheia întregii aventuri, căci aici este îngropată singura sursă a meta-cristalelor nou descoperite, care păstrează secretul energiei nelimitate pentru întreaga omenire. 

## Traduceri
În alte limbi a fost tradus ca:
- în limba portugheză: Os Impostores (1984)
- în limba germană Alles oder nichts (1984)
- în limba spaniolă Los impostores (1988)
- în limba italiană I simulanti (1988)